# John Bryson
John Edgar Bryson (New York, 24 luglio 1943 – San Marino, 13 maggio 2025) è stato un politico e dirigente d'azienda statunitense, segretario al Commercio sotto la presidenza Obama dal 2011 al 2012.

## Biografia
Nato a New York il 24 luglio 1943, Bryson studiò a Stanford e si laureò in legge a Yale. Dopo aver lavorato come consulente legale per alcune agenzie governative, Bryson si dedicò al mondo degli affari e svolse incarichi dirigenziali in alcune note aziende come la Boeing e la Walt Disney Company.
Nel 2011 il Presidente Obama scelse Bryson come successore del segretario al Commercio dimissionario Gary Locke. Tuttavia il Senato, avente il compito di confermare o meno la nomina di Bryson, richiese dei tempi extra e così per alcuni mesi l'incarico venne ricoperto ad interim dal vicesegretario Rebecca Blank. Alla fine Bryson venne confermato per il posto e si insediò.
Pochi mesi dopo tuttavia, Bryson si rese responsabile di un doppio incidente stradale dalla dinamica piuttosto anomala e l'uomo subì un malore, probabilmente un attacco epilettico. A seguito dell'incidente, Bryson si prese un periodo di pausa per motivi di salute e qualche giorno dopo rassegnò le proprie dimissioni. Il suo posto venne preso nuovamente dalla Blank, che per la seconda volta svolse le funzioni di segretario ad interim.